# Blepharidium
Blepharidium é um género botânico pertencente à família Rubiaceae.

## Espécies
- Blepharidium guatemalense